# فوکانگ
فوکانگ (به اویغوری: فۇكاڭ شەھىرى)(به چینی: 阜康市، به پین‌یین: Fùkāng Shì) یک شهر (در سطح شهرستان) در ولایت خودمختار سانجی هوئی است که در منطقهٔ سین‌کیانگ در چین واقع شده‌است. فوکانگ ۸٬۵۲۹ کیلومتر مربع مساحت و ۱۸۱٬۱۴۴ نفر جمعیت دارد.

## جمعیت
| ترکیب قومیتی شهر فوکانگ | ترکیب قومیتی شهر فوکانگ | ترکیب قومیتی شهر فوکانگ | ترکیب قومیتی شهر فوکانگ | ترکیب قومیتی شهر فوکانگ |
| ----------------------- | ----------------------- | ----------------------- | ----------------------- | ----------------------- |
| قومیت                   | قومیت                   |                         | درصد                    | درصد                    |
| هان                     | هان                     |                         | ۶۸٫۹٪                   | ۶۸٫۹٪                   |
| هوئی                    | هوئی                    |                         | ۱۳٫۴٪                   | ۱۳٫۴٪                   |
| قزاق                    | قزاق                    |                         | ۹٫۵٪                    | ۹٫۵٪                    |
| اویغور                  | اویغور                  |                         | ۶٫۶٪                    | ۶٫۶٪                    |
| مغول                    | مغول                    |                         | ۰٫۲٪                    | ۰٫۲٪                    |
| منجو                    | منجو                    |                         | ۰٫۱٪                    | ۰٫۱٪                    |
| روس                     | روس                     |                         | ۰٫۱٪                    | ۰٫۱٪                    |
| سایر                    | سایر                    |                         | ۱٫۲٪                    | ۱٫۲٪                    |
| منبع سرشماری جمعیت :    |                         |                         |                         |                         |